# Misstänkt (1987)
Misstänkt är en amerikansk mysteriefilm från 1987 regisserad av Peter Yates med bl.a. Cher, Dennis Quaid och Liam Neeson i huvudrollerna. Filmen hade Sverigepremiär den 22 april 1988.

## Handling
En kvinna har hittats mördad i Washington D.C. och polisen griper en hemlös, dövstum vietnamveteran (Neeson) nära brottsplatsen. Advokaten Kathleen Riley (Cher) får i uppdrag att försvara honom. Eddie Sanger (Quaid), som sitter i juryn, hittar själv bevis och mönster som kan komma till nytta för Riley, så de samarbetar med varandra, vilket är ett allvarligt lagbrott. Ju närmare de kommer fram till sanningen desto mer svävar deras liv i fara.

## Rollista
| Cher          | – Kathleen Riley       |
| Dennis Quaid  | – Eddie Sanger         |
| Liam Neeson   | – Carl Wayne Anderson  |
| John Mahoney  | – domare Matthew Helms |
| Joe Mantegna  | – Charlie Stella       |
| Philip Bosco  | – Paul Gray            |
| Fred Melamed  | – Morty Rosenthal      |
| Bill Cobbs    | – domare Franklin      |
| Michael Beach | – Car Jockey           |